# スクラップ・ヘブン
『スクラップ・ヘブン』は、2005年10月8日に公開された李相日監督の日本映画。
キャッチフレーズは、「世界を一瞬で消す方法がわかりました。」

## ストーリー
ドラマのような刑事にあこがれ警察官になったシンゴ（加瀬亮）は毎日の事務仕事に嫌気がさし、刑事課への移動を熱望していた。ある日乗り合わせた路線バスがバスジャックに遇うが、夢見ていたドラマの様な状況でシンゴは何も出来なかった。3ヶ月後シンゴはバスジャック事件で同乗していたテツ（オダギリジョー）と偶然再会する。「孤高の便所掃除人」テツの父は地下鉄サリン事件の被害者で、精神を病んでいた。「世の中のヤツは想像力が足りない」と言うテツと、シンゴは意気投合し２人で復讐請負業を始める。やがてバスジャック時の3人目の乗客だったサキ（栗山千明）が2人の前に現れる。「爆弾に夢を込める薬剤師」サキは義眼をサングラスで隠していた。復讐業にのめり込み「正義感にカビの生えた警察官」シンゴの変化に気がついたのは、シンゴを気にかけていた先輩刑事薮田（柄本明）だった。やがてテツはシンゴの想像力を超える行動をとるようになる。シンゴに会うために警察署に来たテツの首には、サキから受け取った爆弾が掛かっていた。

## キャスト
- 粕谷シンゴ：加瀬亮
- 葛井テツ：オダギリジョー
- 藤村サキ：栗山千明
- 嶋田係長：光石研
- 看護師・佐藤：森下能幸
- バスジャック犯・斎藤：田中哲司
- サキの母：水木薫
- 相川美佐：鈴木砂羽
- 吉田院長：団時朗
- 葛井守：山田辰夫
- 薮田刑事：柄本明

## スタッフ
- 企画：佐々木史朗
- 製作：井澤昌平、川城和実、竹中功、松野恵美子
- プロデューサー：久保田傑、柳原雅美、河野聡、吉田晴彦
- アソシエイトプロデューサー：押田興将、安井美紀子、上山公一
- ラインプロデューサー：斎藤寛朗
- 監督・脚本：李相日
- 撮影：柴崎幸三
- 照明：市川元一
- 録音：柿澤潔
- 美術：仲前智治
- 編集：今井剛
- スクリプター：田口良子
- 衣装/スタイリスト：小林身和子
- ヘアメイク：細川晶子
- 助監督：久万真路
- 制作担当：金子堅太郎
- 音楽プロデュース： 會田茂一
- 音楽： 會田茂一、JET BIKINI、Masao Nisugi
- 音楽制作： 茂木英興
- 音楽制作協力： GRAND FUNK、毒組、WILD CORPORATION
- エンディング・テーマ ：フジファブリック「蜃気楼」
- 音楽協力：テレビ東京ミュージック
- スチール： 鈴木さゆり
- 宣伝：ミラクルヴォイス
- 製作委員会：『スクラップ・ヘブン』パートナーズ

## 受賞
- 第15回日本映画プロフェッショナル大賞[1]
- 第79回キネマ旬報ベスト・テン
- 第10回日本インターネット映画大賞
  - いずれも主演男優賞：(オダギリジョー)

## 関連書籍
- スクラップヘブン（2005年9月14日発売、ワニブックス）ISBN 978-4847028830 - インタビューなどを含む映画写真集